# Bilal Xhaferri
Bilal Xhaferri (Ninat, 2 novembre 1935 – Chicago, 14 ottobre 1986) è stato uno scrittore albanese.

## Biografia

### Albania
Bilal Xhaferri nasce il 2 novembre del 1935 nel villaggio di Ninat, Konispol, nella regione di Çameria. Nel 1943 sua madre venne uccisa dai nazi-fascisti greci. Dopo due anni, nel 1945, viene fucilato il padre, nazionalista anticomunista. Nel 1948 si allontana dalla città natale. Tra il 1948 e il 1952 vive e lavora a Saranda come bracciante, postino, ecc. Tra il 1954 e il 1955 segue la scuola settennale serale al villaggio Sukth, Durazzo. Tra il 1962 e il 1963 pubblica le prime poesie ed i primi racconti sulle gazzette Zëri i Rinisë (La Voce della Gioventù), Drita (La Luce) e sulle riviste Nëntori (Novembre), Ylli (La Stella), ecc.
Nel 1966 pubblica il volume di racconti Njerëz të rinj, tokë e lashtë (Gente nuova, terre antiche) che riscuote un successo enorme.
Nel 1967 pubblica il volume di poesie Lirishta e kuqe (Prati rossi), il quale viene censurato dal regime comunista.
Nello stesso anno scrive il romanzo Krastakraus che viene pubblicato nel 1993, postumo.
L'anno successivo (1968) scrive la sceneggiatura per il film Era shtyn mjegullat (Il vento disperde la nebbia).
Nello stesso anno la censura comunista gli toglie il diritto di pubblicazione e vieta le sue opere. Viene inoltre deportato al villaggio Hamalle, Durazzo, dopo essere stato espulso dalla Lidhja e Shkrimtarëve dhe Artistëve të Shqipërisë (Lega degli Scrittori e degli Artisti dell'Albania), con il pretesto della critica che fece al romanzo Dasma (Il banchetto nuziale) di Ismail Kadare.

### Stati Uniti d'America
Il 30 agosto 1969 si esilia segretamente dall'Albania, prima in Grecia e poi negli Stati Uniti d'America, perché i servizi segreti avevano preparato la pratica per il suo arresto e imprigionamento.
Nel 1970 parte per gli Stati Uniti d'America e si stabilisce a Boston.
Dal 1970 al 1972 lavora nella gazzetta Dielli (Il Sole) a Boston. Nel 1972 invia per la pubblicazione alla casa editrice Rilindja (la Rinascita), a Pristina, il romanzo Ra Berati (Berat è caduta).
Due anni dopo, nell'ottobre 1974, fonda a Chicago la rivista Krahu i shqiponjës (L'Ala dell'Aquila) in albanese e inglese, pubblicazione della Lega Çame, dove pubblicherà molti articoli di carattere generale uniti a poesie, racconti, numeri comici, disegni, caricature, foto artistiche.
Questa rivista era la tribuna del libero pensiero in cui si trattavano, di continuo, temi e problematiche sulla questione di Çameria, questione nazionale albanese, temi riguardanti la dittatura in Albania e dopo il 1981, più intensamente, tematiche, riguardanti il Kosovo.
Nelle pagine della rivista, Bilali pubblicava, oltre alla sua produzione, anche produzioni letterarie e traduzioni di altri autori, albanesi e stranieri.
Riuscì a pubblicare 39 numeri di questa rivista, in due lingue, albanese e inglese, fino alla sua morte.
Nel 1975 aveva dato alle stampe frammenti del romanzo Trotuare të kundërta (Marciapiedi controversi) sulla rivista Krahu i shqiponjës.
Nel 1977 erano usciti dei frammenti del romanzo Hëna e kantjereve (La luna dei cantieri) sulla medesima rivista.
L'anno successivo, nel 1978, venne ferito da persone sconosciute.
Nel 1981 si incendia la sede della redazione della rivista Krahu i shqiponjës dove si trovavano i manoscritti delle opere letterarie, studi, ricerche scientifiche, traduzioni, appunti di politica, lettere, pitture, fotografie.
Nel 1986 si ammala di tumore, viene operato ma di lì a poco, il 14 ottobre, muore in ospedale a Chicago.
Il 3 maggio 1995 il Presidente della Repubblica dell'Albania lo insigna con la medaglia Martir i Demokracisë (Martire della Democrazia) (Decreto del Presidente nr. 1089) con la motivazione "per la dedizione, come pubblicista e politico dissidente, alla lotta contro il comunismo e la dittatura, per le sue aspirazione profondamente nazionali e democratiche".
Il 6 maggio 1995 lo scrittore Shefki Hysa, direttore dell'Associazione Culturale "Bilal Xhaferri", in collaborazione con il governo albanese, ha inaugurato e organizzato il cerimoniale per il rimpatrio delle spoglie del poeta che ora riposano nel paese natale, a Saranda.

## Opere
- Njerëz të rinj, tokë e lashtë ("Gente nuova, terre antiche") - racconti (1966)
- Lirishta e kuqe ("Prati rossi") - poesie (1967)
- Dashuri e përgjakur ("Amore insanguinato") - romanzo (1992)
- Krastakraus - romanzo (1967) (pubblicazione postuma 1993)
- Eja trishtim ("Mi domini la tristezza") - poesie (1995)
- Ra Berati ("Berat è caduta") - romanzo (1995)
- Përtej largësive ("Oltre le lontananze") – narrazione e pubblicistica (1996)